# Pauxi
Pauxi là một chi chim trong họ Cracidae.